# شهرستان سیسیل (مریلند)
شهرستان سیسیل، مریلند (به انگلیسی: Cecil County, Maryland) یک سکونتگاه مسکونی در ایالات متحده آمریکا است که در مریلند واقع شده‌است.